# タイの鉄道駅一覧
タイの鉄道駅一覧は、タイの鉄道駅の一覧である。
- 全ての駅を網羅したものではない。
- 日本語記事名にて並べているため、現地名に即すと不規則に並んだ箇所がある。

例として、
サームヤーン駅 （สามย่าน）
サムヨード駅 （สามยอด）
下表中の略記は以下の通り。
- 国鉄 - タイ国有鉄道
- レッドライン - ダークレッドライン・ライトレッドライン
- BTS - バンコク・スカイトレイン
- MRT - バンコク・メトロ
- ARL - エアポート・レール・リンク

## あ行
- アソーク駅（国鉄）
- アソーク駅（BTS スクムウィット線）
- アヌサーワリーチャイサモーラプーム駅（BTS スクムウィット線）
- アユタヤ駅（国鉄）
- アランヤプラテート駅（国鉄）
- アーリー駅（BTS スクムウィット線）
- イェークコーポーオー駅（BTS スクムウィット線）
- イェークパーククレット駅（MRTピンクライン）
- イサラパープ駅（MRT ブルーライン）
- ウォンウィアン・ヤイ駅（国鉄、BTS シーロム線）
- ウターカート駅（BTS シーロム線）
- ウッタラディット駅（国鉄）
- ウトゥムポーンピサイ駅（国鉄）
- ウドムスック駅（BTS スクムウィット線）
- ウドーンターニー駅（国鉄）
- ウボンラーチャターニー駅（国鉄）
- エカマイ駅（BTS スクムウィット線）
- オンヌット駅（BTS スクムウィット線）

## か行
- カオチュムトーン駅（国鉄）
- カセサート大学駅（BTS スクムウィット線）
- カビンブリー駅（国鉄）
- カムペーンペット駅（MRT ブルーライン）
- カンタン駅（国鉄）
- カンケーハ駅（レッドライン）
- カーンチャナブリー駅（国鉄）
- キーリーラットニコム駅（国鉄）
- クイーン・シリキット・ナショナル・コンベンション・センター駅（MRTブルーライン）
- クルンテープ・アピワット中央駅（国鉄、レッドライン）※（旧名 バーンスー駅）
- クルン・トンブリー駅（BTS シーロム線）
- クーコット駅（BTS スクムウィット線）
- クローンサーン駅（国鉄）
- クローンシップカーオ駅（国鉄）
- クローンタン駅（国鉄）
- クローントゥーイ駅（MRT ブルーライン）
- クローンバーンパイ駅（MRTパープルライン）
- クローンマップラップ駅（国鉄）
- グロム・タハーンラープティ11駅（BTS スクムウィット線）
- グロム・パーマイ駅（BTS スクムウィット線）
- クンターン駅（国鉄）
- ケーハ駅（BTS スクムウィット線）
- ケンコーイ駅（国鉄）
- コークワイ駅（国鉄）
- コーンケン駅（国鉄）

## さ行
- サーイユット駅（BTS スクムウィット線）
- サーイルワット駅（BTS スクムウィット線）
- サームイェークバーンヤイ駅（MRTパープルライン）
- サームヤーン駅（MRT ブルーライン）
- サイマー駅（MRTパープルライン）
- サケーオ駅（国鉄）
- サナームキラーヘンチャート駅（BTS シーロム線）
- サナームチャイ駅（MRT ブルーライン）
- サナームパオ駅（BTS スクムウィット線）
- サパーンクワーイ駅（BTS スクムウィット線）
- サパーンタークシン駅（BTS シーロム線）
- サパーンマイ駅（BTS スクムウィット線）
- サムセン駅（国鉄）
- サムヨード駅（MRT ブルーライン）
- サムロン駅（BTS スクムウィット線、MRTイエローライン））
- サラデーン駅（BTS シーロム線）
- サラブリー駅（国鉄）
- サラヤー駅（国鉄）
- サワンカローク駅（国鉄）
- シーコーラプーム駅（国鉄）
- シーサケート駅（国鉄）
- シーナカリン駅（BTS スクムウィット線）
- シーラーチャー駅（国鉄）
- シーロム駅（MRT ブルーライン）
- シラアット駅（国鉄）
- スアンソン・プラディパット駅（国鉄）
- スクムウィット駅（MRT ブルーライン）
- スッティサーン駅（MRT ブルーライン）
- スパンブリー駅（国鉄）
- スラートターニー駅（国鉄）
- スラサック駅（BTS シーロム線）
- スリン駅（国鉄）
- スワンナプーム駅（ARL）
- スンガイコーロック駅（国鉄）
- セーナーニコム駅（BTS スクムウィット線）
- セントルイス駅（BTS スクムウィット線）
- ソンクラー駅（国鉄、廃駅）

## た行
- タープラ駅（MRTブルーライン）
- タールア駅（国鉄）
- タイ文化センター駅（MRTブルーライン）
- タオプーン駅（MRTブルーライン、パープルライン）
- タノンチラ駅（国鉄）
- タパーンヒン駅（国鉄）
- タラートバーンヤイ駅（MRTパープルライン）
- タラートプルー駅（国鉄、BTS シーロム線）
- タラートミンブリー駅（MRTピンクライン）
- タリンチャン駅（国鉄、レッドライン）
- タンヨンマット駅（国鉄）
- チアンラック駅（国鉄）
- チアンラックノーイ駅（国鉄）
- チエンマイ駅（国鉄）
- チットラッダー王室駅（国鉄）
- チットロム駅（BTS スクムウィット線）
- チャーン・エラワン駅（BTS スクムウィット線）
- チャアム駅（国鉄）
- チャイヤー駅（国鉄）
- チャチューンサオ駅（国鉄）
- チャトゥチャック駅（レッドライン）
- チャトゥチャック公園駅（MRT ブルーライン）
- チュムセーン駅（国鉄）
- チュムポーン駅（国鉄）
- チョーンノンシー駅（BTS シーロム線）
- チョンケー駅（国鉄）
- チョンブリー駅（国鉄）
- デンチャイ駅（国鉄）
- トゥンソン駅（国鉄）
- トゥンソンホン駅（国鉄、レッドライン）
- トラン駅（国鉄）
- トンブリー駅（国鉄）
- ドンムアン駅（国鉄、レッドライン）
- トンロー駅（BTS スクムウィット線）

## な行
- ナコーンサワン駅（国鉄）
- ナコーンシータンマラート駅（国鉄）
- ナコーンパトム駅（国鉄）
- ナコンラチャシーマ駅（国鉄）
- ナコーンラムパーン駅（国鉄）
- ナーナー駅（BTS スクムウィット線）
- ナムトック駅（国鉄）
- ノーンカーイ駅（国鉄）
- ノーンドーン駅（国鉄）
- ノーントム駅（国鉄）
- ノーンプラードゥック駅（国鉄）
- ノンタブリーシビックセンター駅（MRTパープルライン、ピンクライン）

## は行
- ハーイェーク・ラプラオ駅（BTS スクムウィット線）
- パークチョン駅（国鉄）
- パークトー駅（国鉄）
- パークナーム駅（BTS スクムウィット線）
- パークナムポー駅（国鉄）
- パーサデット駅（国鉄）
- パーシーチャルーン駅（MRT ブルーライン）
- ハートヤイ駅（国鉄）
- バーンクラトゥム駅（国鉄）
- バーンクンノン駅（MRT）
- バーンケー駅（MRT ブルーライン）
- バーンケン駅（国鉄、レッドライン）
- バーンコー駅（国鉄）
- バーンサパーンヤイ駅（国鉄）
- バーンスー駅（国鉄、MRT ブルーライン）
- バーンソーン駅（国鉄、レッドライン、MRTパープルライン）
- バーンタークリー駅（国鉄）
- バーンダーラー駅（国鉄）
- バーンタップチャーン駅（国鉄、ARL）
- バーンチャーク駅（BTS スクムウィット線）
- バーントゥンポー駅（国鉄）
- バーンナー駅（BTS スクムウィット線）
- バーンナームジュード駅（国鉄）
- バーンパーチー駅（国鉄）
- バーンパイ駅（国鉄）
- バーンパイ駅 (バンコク)（MRT ブルーライン）
- バーンパイン駅（国鉄）
- バーンピン駅（国鉄）
- バーンブア駅（BTS スクムウィット線）
- バーンプルー駅（MRTパープルライン）
- バーンプルータールアン駅（国鉄）
- バーンポーン駅（国鉄）
- バーンミー駅（国鉄）
- バーンムーンナーク駅（国鉄）
- バーンモー駅（国鉄）
- バーンラックヤイ駅（MRTパープルライン）
- バーンラックノーイ・ターイット駅（MRTパープルライン）
- バーンレーム駅（国鉄）
- バーンワー駅（MRT ブルーライン、BTS シーロム線）
- パッターニー駅（国鉄）
- パッタルン駅（国鉄）
- パホンヨーティン駅（MRT ブルーライン）
- パホンヨーティン24駅（BTS スクムウィット線）
- パホンヨーティン59駅（BTS スクムウィット線）
- パヤータイ駅（国鉄、ARL、BTS スクムウィット線）
- バンナー駅（BTS スクムウィット線）
- ピチット駅（国鉄）
- ピチャイ駅（国鉄）
- ピッサヌローク駅（国鉄）
- ピピッタパンコーンタップアーカート駅（BTS スクムウィット線）
- ヒンラップ駅（国鉄）
- プーチャオ駅（BTS スクムウィット線）
- フアタケー駅（国鉄）
- フアマーク駅（国鉄、ARL、MRTイエローライン）
- フアランポーン駅（国鉄、MRT ブルーライン）
- プナウィティ駅（BTS スクムウィット線）
- プラーチーンブリー駅（国鉄）
- プラカノン駅（BTS スクムウィット線）
- プラチュワップキーリーカン駅（国鉄）
- ブリーラム駅（国鉄）
- プルンチット駅（BTS スクムウィット線）
- プレークサー駅（BTS スクムウィット線）
- プレン駅（国鉄）
- プロームポン駅（BTS スクムウィット線）
- フワイクワーン駅（MRT ブルーライン）
- フワイタップタン駅（国鉄）
- フワイヨート駅（国鉄）
- フワヒン駅（国鉄）
- ブワヤイ駅（国鉄）
- ブンプラ駅（国鉄）
- ベーリング駅（BTS スクムウィット線）
- ペチャカセム48駅（MRT ブルーライン）
- ペッチャブリー駅（国鉄）
- ペッチャブリー駅（MRT ブルーライン）
- ポーターラーム駅（国鉄）
- ポーニミット駅（BTS シーロム線）

## ま行
- マッカサン駅（国鉄）
- マッカサン駅（ARL）
- マップカバオ駅（国鉄）
- マハーチャイ駅（国鉄）
- ミンブリー駅（MRT ピンクライン）
- ムワックレック駅（国鉄）
- メークローン駅（国鉄）
- メーモ駅（国鉄）
- モーチット駅（BTS スクムウィット線）

## や行
- ヤラー駅（国鉄）

## ら行
- ラーチャダムリ駅（BTS シーロム線）
- ラーチャテーウィー駅（BTS スクムウィット線）
- ラーチャプラーロップ駅（国鉄、ARL）
- ラーチャブリー駅（国鉄）
- ラートクラバン駅（国鉄、ARL）
- ラートプラーオ駅（MRT ブルーライン、イエローライン）
- ラーマ9世駅（MRT ブルーライン）
- ラームカムヘーン駅（ARL）
- ラチャヨーティン駅（BTS スクムウィット線）
- ラッチャダーピセーク駅]（MRT ブルーライン）
- ラックシー駅（国鉄、レッドライン、MRTピンクライン）
- ラックソーン駅（MRT ブルーライン）
- ラックホック駅（レッドライン）
- ラムプーン駅（国鉄）
- ランシット駅（国鉄、レッドライン）
- ランスワン駅（国鉄）
- ランポー駅（国鉄）
- ルンピニー駅（MRT ブルーライン）
- ロッブリー駅（国鉄）
- ロンパヤバーン・プミポンアドゥンヤデート駅（BTS スクムウィット線）
- ロンリアン・ナーイルア駅（BTS スクムウィット線）

## わ行
- ワット・サミアンナーリー駅（レッドライン）
- ワット・シン駅（国鉄）
- ワット・プラシーマハタート駅（BTS スクムウィット線、MRTピンクライン）
- ワットマンコン駅（MRT ブルーライン）